# Richard Jewell
Richard Allensworth Jewell (gebürtig Richard White; * 17. Dezember 1962 in Danville, Virginia; † 29. August 2007 in Woodbury, Georgia) war ein US-amerikanischer Polizist und eine zentrale Figur beim Bombenanschlag bei den Olympischen Spielen 1996 in Atlanta.

## Leben
Richard White wurde 1962 als Sohn von Bobi und Robert Earl White in Danville, Virginia, geboren. Die Ehe scheiterte, als Richard vier Jahre alt war. Seine Mutter heiratete später den Versicherungsmitarbeiter John Jewell, der Richard adoptierte. Später absolvierte Jewell die Polizeiakademie der Northeast Georgia Police als einer der besten seines Jahrgangs.
Jewell arbeitete für eine private Wachfirma und entdeckte am 27. Juli 1996 eine Rohrbombe im Centennial Olympic Park in Atlanta. Er alarmierte die Polizei und half bei der Evakuierung mit. Damit verhinderte er zahlreiche Verletzte und möglicherweise Tote. Zuerst wurde er von den Medien als Held gefeiert, später wurde er aber selbst zum Verdächtigen. Obwohl er nie angeklagt wurde, war er durch eine gewaltige Medienhetze bereits in der breiten Öffentlichkeit für schuldig befunden worden, was sein Leben stark beeinträchtigte. Der wahre Täter, Eric Robert Rudolph, wurde später gefasst. Jewell führte mehrere Prozesse, um seinen Ruf wiederherzustellen und erlittenes Unrecht zu sühnen.
Jewell klagte gegen hochrangige Mitarbeiter seines ehemaligen Arbeitgebers, dem Piedmont College, Raymond Cleere (Präsident) und Scott Rawles (Pressesprecher). Diese hätten mit Journalisten und dem FBI gesprochen und dort falsche Informationen gestreut. Cleere habe ihn als „Zeloten mit Dienstmarke“ bezeichnet, der „epische Berichte über Nichtigkeiten“ schreibe. Das Piedmont College zahlte eine ungenannte Summe. Die NBC zahlte Jewell 500.000 Dollar.
Die New York Post hatte über Jewell geschrieben, dass er in das Schema des „einsamen Bombers“ passe. Er sei ein „fetter, gescheiterter ehemaliger Hilfssheriff, der die meiste Zeit als Schülerlotse gearbeitet hatte und daran gescheitert war, es zu mehr zu bringen“. Ein anderer Artikel sprach von einem „Gescheiterten und einer Schande für alle wirklichen Gesetzeshüter“. „Alle sollten froh sein, diesen Kerl geschnappt zu haben.“ Es wurden Fotos und Karikaturen von Jewell veröffentlicht. Die New York Post bezahlte eine nicht genannte Summe an Jewell.
Jewell verklagte die Zeitung Atlanta Journal-Constitution, die behauptet hatte, Jewell sei ein „Individuum mit einer bizarren Karriere und einer gespaltenen Persönlichkeit“. Weiterhin habe Jewell „in das Schema des einsamen Bombers gepasst“. Das Atlanta Journal verglich Jewell mit dem Serienmörder Wayne Williams. Die Zeitung war die einzige, die sich nicht mit Jewell einigen wollte. Vier Monate nach dem Tode Jewells wurde die Klage von Richter John R. Mather im Dezember 2007 abgewiesen.
Auch wenn CNN sich auf eine Zahlung einer ungenannten Summe mit Jewell einigte, behauptete das Unternehmen weiterhin, fair und angemessen berichtet zu haben. Richard Jewell arbeitete in seinen letzten Lebensjahren in einer Polizeidienststelle. Er starb im Alter von 44 Jahren an den Folgen seiner zahlreichen gesundheitlichen Probleme. So litt er an chronischer Fettsucht und Diabetes, dann Nierenversagen.

## Rezeption
2019 verfilmte Clint Eastwood die Geschichte um Jewells Rolle beim Bombenanschlag bei den Olympischen Spielen unter dem Titel Der Fall Richard Jewell mit Paul Walter Hauser in der Hauptrolle.
Auch die 2020 erschienene zweite Staffel der Serie Manhunt beschäftigt sich mit dem Fall.